# Hedychium pauciflorum
Hedychium pauciflorum är en enhjärtbladig växtart som beskrevs av Shao Quan Tong. Hedychium pauciflorum ingår i släktet Hedychium och familjen Zingiberaceae. Inga underarter finns listade i Catalogue of Life.